# Kočine
Kočine (cyr. Кочине) – wieś w Serbii, w okręgu rasińskim, w gminie Brus. W 2011 roku liczyła 94 mieszkańców.